# اناپایک
اناپایک (به لاتین: Anapaike) یک منطقهٔ مسکونی در سورینام است که در Sipaliwini District واقع شده‌است.